# Mr. Moto's Last Warning
Pour plus de détails, voir Fiche technique et Distribution.
Mr. Moto's Last Warning est un film d'espionnage américain réalisé par Norman Foster, sorti en 1939.

## Synopsis
La marine britannique qui mouille à Port-Saïd prépare des plans de manœuvres navales avec la flotte française. Les plans sont retardés car les services secrets britanniques ont été avertis d'un possible sabotage. Sur un navire amarré aux quais se trouve Madame Delacour, épouse de l'amiral de la marine française. Delacour et sa fille Marie se lient d'amitié avec le charmant Eric Norvel, le maladroit Rollo Venables et quelqu'un se faisant passer pour M. Moto. Norvel révèle sa vraie nature lorsque le navire accoste et attire M. Moto dans un piège mortel. Ce faux M. Moto s'avère être un collègue agent du vrai Moto, qui se fait passer pour un marchand de bibelots, M. Kuroki.
Norvel emmène Delacour et Venables à une émission de variétés mettant en vedette Fabian le Grand, un ventriloque. Fabian est en réalité le chef du gang de saboteurs comprenant Hakim, le capitaine Hawkins, Danforth et Norvel. Danforth est en fait un agent des services secrets britanniques nommé Burke. Moto écoute leur conversation et est presque capturé mais Burke l'aide à s'échapper. Norvel est chargé d'apprendre de Delacour quand la flotte française doit arriver à Port-Saïd.
Le suspect Fabian pense que Kuroki pourrait en fait être M. Moto. Fabian engage sa petite amie Connie ( Virginia Field ), qui ignore qu'il est un agent, pour suivre M. Moto le lendemain. Elle voit Moto visiter le bureau du commandant du port où il apprend l'existence du navire de sauvetage "The Vulcan" commandé par Hawkins. Fabian découvre également que Danforth est l'agent secret, Burke. Fabian attire Burke vers "The Vulcan" et révèle son plan pour faire sauter la flotte française et blâmer les Britanniques. Il tue ensuite Burke en le piégeant dans une cloche de plongée. Norvel obtient les informations nécessaires et en parle à Fabian au théâtre. Connie surprend la conversation et menace d'appeler le commandant du port, mais Fabian la convainc de l'accompagner. Hakim essaie de tuer Moto avec une bombe mais Moto échappe à l'explosion et suit Hakim dans un entrepôt. Moto fait appel à Venables pour l'aider, mais ce dernier est trompé par Norvel. Après un combat, Moto et Venables sont attachés dans des sacs et jetés dans l'océan mais pas avant que Moto ne trompe Hawkins et attrape un morceau de métal tranchant. Connie ne supporte pas de voir cette violence et va appeler la police. Fabian l'assomme et poursuit ses plans.
Moto s'échappe sous l'eau et libère Venables, qui se rend à la police. Norvel plonge pour attendre un signal de Fabian mais Moto le maîtrise et fait exploser prématurément les explosifs destinés à détruire la flotte française. Refaisant surface, Moto se bat avec Fabian mais Connie se présente et tire sur Fabian. Moto découvre les plans du saboteur dans le mannequin de Fabian mais ne révèle jamais au public quel pays a tenté de fomenter une guerre entre la France et l'Angleterre.

## Fiche technique
- Titre : Mr. Moto's Last Warning
- Réalisation : Norman Foster
- Scénario : Norman Foster et Philip MacDonald d'après le personnage créé par John P. Marquand
- Photographie : Virgil Miller
- Montage : Norman Colbert
- Société de production : 20th Century Fox
- Pays d'origine : États-Unis
- Format : Noir et blanc - 1,37:1 - Mono
- Genre : policier
- Date de sortie : 1939

## Distribution
- Peter Lorre : Monsieur Moto
- Ricardo Cortez : Fabian
- Virginia Field : Connie
- John Carradine : Danforth
- George Sanders : Eric Norvel
- Joan Carroll : Mary Delacour
- Robert Coote : Rollo
- Margaret Irving : Madame Delacour
- Leyland Hodgson (en) : Hawkins
- John Davidson : Hakin
- Lal Chand Mehra (non crédité) : un douanier